# 上海华铁旅客服务公司
上海华铁旅客服务有限公司简称华铁旅服，是中国铁路上海局集团独资的站车保洁和列车餐饮服务公司，负责上海局集团229个车站、858组高铁动车组的保洁、高铁冷链快餐销售、卧具备品洗涤、病媒生物防制、预防性消毒以及部分车站的上水吸污业务；注册有餐饮品牌“华东印记”、保洁品牌“华铁旅服”和洗涤品牌“上铁勤佳”。
华铁旅服下辖乘务、徐州、南京、合肥、杭州、上海、虹桥、上海整备、南京整备分公司及兴旅公司、勤佳洗涤公司，共有员工11500余人。

## 历史
自1950年代上海铁路局成立以来，铁路站车保洁均由各车务站段自行组织。1996年7月，上海铁路分局组建上海双铁清洁工程有限公司（简称双铁清洁公司），下设上海站、客运段等4个单位保洁部，主要负责大型车站站容站貌、列车车厢专项整备、客运机车、车辆、车库保洁及楼宇商厦、企业、学校、各类场馆等保洁业务。
双铁清洁公司通过铁道部的公开竞标后，承接了动车保洁业务。2008年起，双铁清洁公司担当上海铁路路局管内上海、上海南、苏州等大型车站，动车组列车、客运机车以及其他列车、车库的保洁。同时承接上海城市规划院、金山漕泾化工区办公大楼、上海海洋石油大厦、浦东华君酒楼等路外建筑的保洁。
2009年，路局组建上海华铁旅客服务有限公司，双铁清洁公司划归华铁旅服管理。

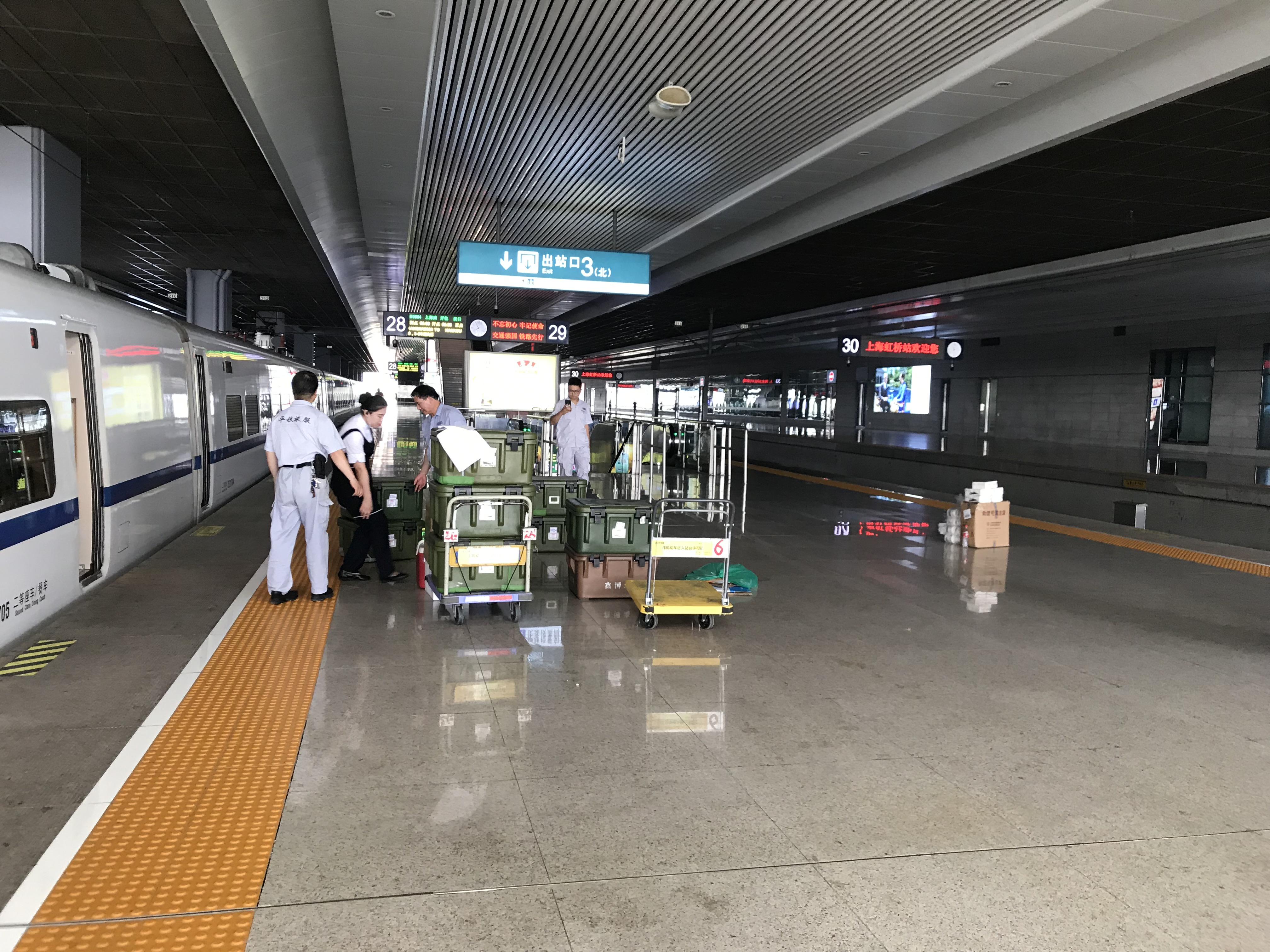
华铁旅服职员给动车餐车补货
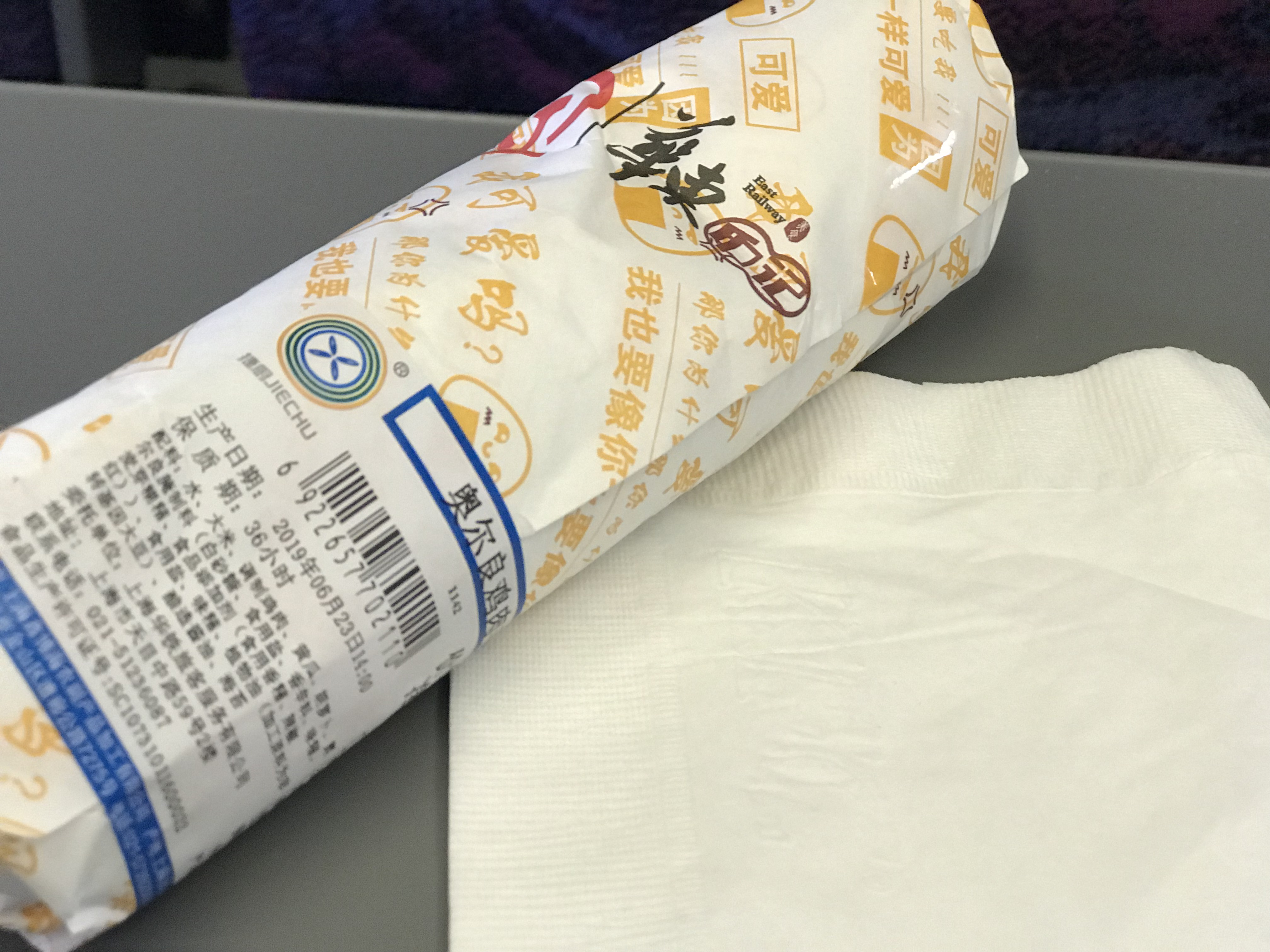
“华东印记”的鸡肉卷